# Башкиризация
Башкиризация, башкортизация — национальная политика в Республике Башкортостан (Башкирии), направленная на усиление роли башкирского языка и культуры, национальных кадров, а также на принудительную ассимиляцию близких в культурном плане к башкирам этносов, в первую очередь, татар, проживающих в регионе.

## Башкиризация кадров
Известно, что бывший президент Республики Муртаза Рахимов стремился выдерживать квоты по национальностям на вершине власти в республике. Башкиризация затронула от министров высшего уровня до должностей муниципальных уровней. По различным данным, от половины до двух третей руководящих постов занимают башкиры, на что в особенности повлияло замена Муртазой Рахимовым большинство министров на башкир. При этом башкиры составляют 31,01 % всего населения.

## Государственная политика
Приоритетом политики башкиризации стало развитие юго-восточных районов Башкирии с преобладанием башкироязычного населения, большая часть инвестиций всего региона вкладываются в эти районы.
В ходе переписей населения была выявлена целенаправленная политика записывать людей других национальностей башкирами для увеличения веса башкир.
Работа республиканского телевидения строится с расчетом только на башкирскую часть населения.

## Башкиризация татар
Предки татар, проживающих на территории современного Башкортостана, поселились в данных краях не позднее XII века и окончательно сформировались в единую общность в XIV—XV веках.

#### Предпосылки начала башкиризации
Башкирская Республика была провозглашена 28 ноября 1917 года и занимала северо-восток и юго-восток нынешнего Башкортостана, а также частично территории нынешней Челябинской, Курганской и Оренбургской областей. Были попытки присоединить оставшуюся часть Уфимской губернии в состав Автономной Татарской Советской Социалистической Республики через референдум, но референдума в конечном
итоге проведено не было, и эта территория директивным методом была в 1922 году включена в состав Башкортостана, что стало одним из главных причин возникновения тут «татарского вопроса».
Основной этап башкиризации был начат по причине того, что в 1970-х годах вышли статьи, в которых говорилось, что нужно забирать автономии у республик с менее 20 процентами государствообразующего народа. В Башкирии заволновались по поводу этого, что привело к решению начать переписывать татар в башкиры, внедрять башкирский в школы. По поводу этого шли массовые жалобы в КПСС , приведшие к тому, что Москва стала разбираться в этом вопросе, запросив справку о башкиризации сначала у татарских, а позже у башкирских ученых, что привело к увольнению многих политиков башкирского обкома и будущего прихода к власти Муртазы Рахимова. Началось наступление на национальные права татар БАССР, которое шло через использования вопроса о национальной идентификации в период проведения переписей населения СССР. Комплексная и целенаправленная политика башкиризации началась в 1970-х годах, через ликвидацию статуса татарского языка как государственного, фальсификацию переписи 1979 года для увеличения доли башкир, введение в татарских школах в качестве родного башкирского языка или закрытия татарских школ. По справке, составленной научным сотрудником Казанского Института языка, литературы и искусств Дамиром Исхаковым, на анализе данных переписей 1926—1979 было установлено, что за этот период в 373 населенных пунктах БАССР, местное население переписано с татар в башкир.
В 1960—1970‑е года, в связи с ростом образовательного уровня и национального самосознания башкир, в республике утвердилась тенденция к ограничению сферы действия татарского языка, вытеснению татар с ответственных постов в государственных и партийных органах, из средств массовой информации, вузов, учреждений культуры и других сфер с последующей заменой их башкирскими кадрами, через ликвидацию статуса татарского языка как государственного, фальсификацию переписи 1979 года для увеличения доли башкир. С конца 1970 года до середины 1987 года наблюдалось массовое закрытие татарских школ и других местных языках. Школы переводили на башкирский язык, также вводя его как родной для населения, что привело к уменьшению числа обучающихся на татарском языке в 5,5 раз (с 111000 упало до 21000 человек) в период с 1978 по 1987 годы.
В 1959—1979 годах привилегий для лиц титульной национальности в Башкортостане стало ещё больше. От татарских писателей требовали, чтобы они печатались на башкирском языке, татарские художники и музыканты могли рассчитывать на успех, только заявив себя башкирами. Татарину было непросто стать чиновником или директором предприятия. По словам Тагира Ахунзянова, в ходе своей работы секретарем Башкирского обкома КПСС по идеологии благодаря ему произошло искусственное увеличение численности башкир с 650 до 950 тысяч. В XX веке в Башкортостане более 590 исторических татарских деревень в западном и северо-западном регионах республики были переписаны в башкирские.
Перепись 2002 года
Второй этап башкиризации татар начинается после утверждения в должности Президента М. Г. Рахимова, который был нацелен на фальсификацию итогов переписей 2002 и 2010 годов, на реальную смену этноязыковой идентичности татароязычного населения Башкортостана, ущемление как национально-культурных прав, так и экономико-политических интересов, что также способствовало к его отставке в 2010 году. В 2003—2009 годах прекращено обучение на татарском языке в 217 школах в связи с их переводом на башкирский язык обучения. 219 деревни были переписаны в башкирские, что привело к увеличению численности башкир на 300 тысяч.
Перепись 2010 года
И уже при переписи 2010 года, при управлении республикой Рустэмом Хамитовым, башкирский национализм пошел на спад, ослаб и не наступает. Однако, по информации научного сотрудника Казанского Института языка, литературы и искусств Дамира Исхакова, глава республики Радий Хабиров уже в 2020 году возложил на ведущего исторических программ на телеканале «БСТ» Салавата Хамидуллина, новые обязанности — заниматься переписью 2020, ездить по деревням Башкортостана и уговаривать всех записаться башкирами, и который позже, в сентябре 2021 года под ником «Malevich» в телеграм-канале интернет-издания «Миллиард татар», занимался оскорблением и троллингом разных национальностей, в основном татар и чувашей, при этом используя нецензурную брань.
Рост численности башкир в данные периоды был обусловлен действиями властей в период проведения всеобщих переписей населения, в частности, административным давлением на респондентов, с целью заставить их записываться башкирами.

#### Перепись 2020—2021 года и после
В октябре 2021 года журналист Рамис Латыпов побывал в деревнях Илишевского района Башкортостана, где по официальным данным проживают 78 % процентов башкир, и пообщавшись с жителями убедился, что при переписи татар, удмурт и марийцев переписывают в башкир, после чего жителям навязывается башкирский язык, на татарское население оказывается административное давление, местная пресса на татарском языке старается не использовать слово «татары», все больше пишут вместо татарского языка «родной язык». В этом же году на въездах в 22 северо-западных района с преобладающим татарским населением были поставлены новые стелы с указанием башкирских родов, представители которых якобы проживают в этих районах, что активисты считают актом разжигания межнациональной розни. Известный историк Ильнур Миргалеев считает, что нужно остановить это бесстыдство и перестать навязывать племенную идентичность татарам, уничтожая их национальное самосознание.
В мае 2021 у татарского артиста Фирдуса Тямаева в селе Киргиз-Мияки должен был пройти концерт, но за час до его начала было отключено электричество из-за прорвавшейся трубы, чего на деле не произошло, а отключение электричества было инициативой администрации дома культуры, где должен был пройти концерт. По мнению депутата госсовета РТ Ркаила Зайдуллы и самого Фирдуса, объяснить это можно лишь предстоящей переписью, и попыткой заменить татарское самосознание на башкирское. По мнению историка Ильнара Гарифуллина, срыв концерта произошел из-за того, что песни артиста поднимают национальный дух татар.
В августе 2023 года на одной из презентаций «Музея кочевых цивилизаций» рядом с мавзолеями Тура-хана и Хусейн-бека в Чишминском районе были выставлены ряд флагов тюркских народов, кроме флага Республики Татарстан. По мнению историка Ильнара Гарифуллина, цель этого действия заключается в том, чтобы изменить национальное самосознание татар, проживающих в этой местности, а также приписать мавзолеи башкирскому народу.
В 2024 году, во время установки памятника Ангаму Атнабаеву в его родном селе Верхние Татышлы, депутат Курултая Республики Башкортостан назвала поэта башкиром, говорящем на северо-западном диалекте башкирского языка, что часто происходило в отношении поэтов татарского происхождения Башкортостана. Многие связывают это с политикой башкиризации и попыткой навязать татарам Татышлинского района башкирскую идентичность, а также с разжиганием споров между двумя народами. Церемония была преждевременно закончена сигналом пожарной тревоги, что, по мнению некоторых культурных деятелей, произошло по причине того, чтобы делегация из Татарстана не высказалась по поводу национальной приналежности поэта. Также в Башкортостане, по мнению Всеволода Бедерсона, происходит башкиризация персоналий, заключающаяся в возвеличивании башкирских деятелей, что не мешало бы «разбавить» татарской и русской культурой.
Ещё одним примером башкиризации татар является Калтасинский район, где по переписи 2021 марийцы составляли 41,3 %, русские 20,9 %, татары 15,6 %, башкиры	12,4 %, удмурты	8,5 %. Но в то же время, на 2024/2025 учебный год в 13 общеобразовательных организациях обучаются 2709 обучающихся. Из них по национальному составу: марийцев — 53 %, русских — 23 %, татар — 18 %, удмуртов — 9 %, башкир — 1,2 %. Башкирский язык как государственный изучают 2515 учащихся, башкирский язык как родной изучают 27 учащихся. Русский язык (как родной) и литературу изучают 603 учащихся. Марийский язык и литературу изучают в 5 школах 182 учащихся. Удмуртский язык и литературу изучают 62 учащихся. Таким образом, всего 874 обучающихся изучают свой родной язык, что составляет 38 %. В школах района работают 43 учителя, преподающих родной язык, в том числе, учителей башкирского — 15, марийского — 5, удмуртского — 1, родного русского — 22. Татарский язык в районе не изучается вообще и нет преподавателей татарского языка.

## Реакция
Выступая 20 февраля 2020 года, на седьмом заседании Госсовета Татарстана шестого созыва, Депутат парламента Республики Татарстан Рамиль Тухватуллин предложили противостоять политики башкиризации в Башкортостане и заявил, что до 200 тысяч татар в Башкортостане во время прошлых переписей населения были записаны башкирами, в результате политики башкиризации, и на северо-западе Башкортостана замечены попытки пропаганды идеи северо-западного диалекта башкирского языка, которая предполагает, что родным языком татароязычного населения западных районов РБ является не татарский, а башкирский язык.
Ранее известный этносоциолог Валерий Тишков заявлял, что в при Рахимове в переписи не менее 100 тысяч человек было переписано в башкиры, а также, что в республике отдается предпочтение одной группе и большинство мест в правительстве Башкортостана, законодательном собрании принадлежит башкирам — и это явно не демократично с точки зрения гражданских прав, не правильно.
Также в средствах массовой информации появляются материалы, о том, что татарское население, проживающие в Башкирии, периодически жалуется, что их склоняют к фальсификации данных в переписях населения, в татарских деревнях по домам хотят агитаторы, призывая записываться башкирами.
Правительственные чиновники Республики Башкортостан также не отрицают, что в республике идет процесс башкиризации. По словам Сергея Кабашова, заместителя заведующего отделом Кабинета министров, 16 из 33 министров являются башкирами. А со слов Ильдара Юлбарисова, отвечающего за национальные отношения в администрации Президента, Рахимов стремился выдерживать квоты по национальностям на самой вершине власти, и башкиризация затронула не только министров, но и все влиятельные должности.
В середине ноября 2021 года научный руководитель Институт этнологии и антропологии имени Н. Н. Миклухо-Маклая РАН Валерий Тишков, на заседании экспертного совета федерального агентства по делам национальностей, в Москве назвал представителей Башкортостана, заместителя премьер-министра РБ Азата Бадранова, заведующего отделом социокультурного анализа Института стратегических исследований РБ Юлдаша Юсупова и ведущего научного сотрудника Азата Бердина, проводниками «крайних проявлений башкирского этнонационализма». С его слов, именно эти люди, используя статус федеральных экспертов и даже ресурсы президентского гранта для НКО, осуществляли программу сооружения в татарских районах памятных стел с написанием названий мифических башкирских родов, переквалицификацию местного татарского языка в северо-западный диалект башкирского языка и вели агитацию среди населения данного региона Башкортостана с призывом записаться башкиром в ходе переписи населения.

## Попытки сотрудничества
По итогам встречи Рифката Минниханова и Радия Хабирова было обговорено участие татарстанских историков на конференции «Кочевой мир Центральной Евразии в древности и средневековье», проводимое в Уфе. Однако по приезде ученых в столицу их без причины не пустили на конференцию. Ведущий сотрудник института истории имени Марджани Искандер Измайлов отмечает, что точка зрения других ученых, и в частности татарских, может разрушить «идиллическую картину мира башкирских чиновников».
Ряд российских историков выступили в поддержку казанских историков. В частности историк Владимир Иванов сказал:
Мы за свою научную жизнь много раз бывали на любых мероприятиях и можем сказать, что ситуация бурная – это ноу хау именно башкирских управленцев от науки (это же нонсенс, чтобы подобная инициатива исходила от действительно ученых-профессионалов)